# 체리부로
주식회사 체리부로(體理部魯/Cherrybro,이하 체리부로)는 1991년에 설립한 닭고기 공급업체이다. 육계제품의 생산 및 판매사업을 주요 사업으로 하고 있다.
체리부로의 본사는 충청북도 진천군에 위치해 있으며, (주)한국153 처갓집 양념치킨, 백년백세 사업부는 경기도 용인시에 위치해 두고 있다.
체리부로는 (주)한국153 자회사로서, 처갓집 양념치킨 전국 대리점을 갖추려 운영하고 있다.

## 기업 연혁
- 1991년 : 《(주)체리부로》 설립
- 1994년 : 《백년백계》출시
- 2002년 : MBC 성공시대 출연 KS마크 획득.
- 2005년 : 체리부로 싱싱닭고기 새 CI 적용.
- 2010년 : 한국153상사, 처갓집양념통닭부분 인수.
- 2018년 : 《사파리로 간 공룡》치킨너겟 출시

## 같이 보기
- 하림